# Cornelis Springer
Cornelis Springer (Amsterdam, 25 mei 1817 – Hilversum, 20 februari 1891) was een Nederlandse kunstschilder en tekenaar in olieverf, aquarel en houtskool.

## Biografie
Springer werd geboren als vierde zoon van timmerman en aannemer Willem Springer (1778-1857). Springer kreeg een opleiding tot huisschilder bij de huis- en rijtuigschilder Andries de Wit (1768-1842). Hij kreeg van zijn oudste broer Hendrik Springer (1805-1867), die architect was, les in bouwkundig tekenen en perspectief.
Springer was leerling van onder andere Jacobus van der Stok (1795-1864), Hendrik Gerrit ten Cate (1803-1856) en Kaspar Karsen (1810-1896). Springer woonde het grootste deel van zijn leven in Amsterdam, maar reisde het land rond om ter plaatse schetsen te maken voor zijn stadsgezichten, waarin vaak stadhuizen een belangrijk onderdeel vormden.
Hij heeft ongeveer 650 werken nagelaten.
Zijn zoon Leonard Springer was tuin- en landschapsarchitect, en op zijn beurt vader van kunstschilder Geertruida H. Springer.
Hij ligt samen met zijn vrouw begraven op de Algemene begraafplaats Bosdrift in Hilversum. De begraafplaats is een ontwerp van zijn zoon Leonard.

## Onderwerpen
Springer schilderde aanvankelijk landschappen, maar legde zich later toe op stads- en dorpsgezichten. Hij schilderde onder andere veel in Amsterdam, Haarlem, Zwolle, Kampen, Enkhuizen, Monnickendam en Harderwijk, waarvoor hij ter plaatse schetsen maakte. Zijn schilderijen zijn over het algemeen waarheidsgetrouw en wijken slechts op details af van de werkelijkheid.

## Werken
- Samen met zijn voormalige leraar Kaspar Karsen schilderde hij in 1852, ter gelegenheid van de Rembrandtfeesten in Amsterdam, Gezicht op Den Haag vanaf de Delftse vaart in de zeventiende eeuw. Dit werk hangt in het Rijksmuseum Amsterdam.
- Zijn zelfverklaarde magnum opus Gezicht op de Westerstraat, Enkhuizen werd op 17 oktober 2006 geveild bij veilinghuis Sotheby's te Amsterdam en bracht het bedrag van 1,1 miljoen euro op, het tot dan hoogste bedrag ooit betaald voor een van zijn werken.
- Op 15 april 2008 verkocht Christie's Springers Gezicht op het Oude Raadhuis in Kampen voor €408 250 aan de gemeente van diezelfde stad. Het werk bevindt zich in de collectie van het Stedelijk Museum.
- In 2025 werd bij Sotheby's New York het schilderij Stadsgezicht te Oudewater geveild voor een bedrag van $ 74.400. Het schilderij heeft afmetingen 50.2 bij 40.3 cm.[2]

Werk van Cornelis Springer is onder meer te zien in: het Rijksmuseum Amsterdam, het Amsterdams Museum, het Dordrechts Museum, het Zuiderzeemuseum in Enkhuizen, Museum het Valkhof in Nijmegen, het Historisch Museum Den Briel in Brielle, het Rijksmuseum Twenthe in Enschede, het Teylers Museum in Haarlem en in het Stadsmuseum Woerden.

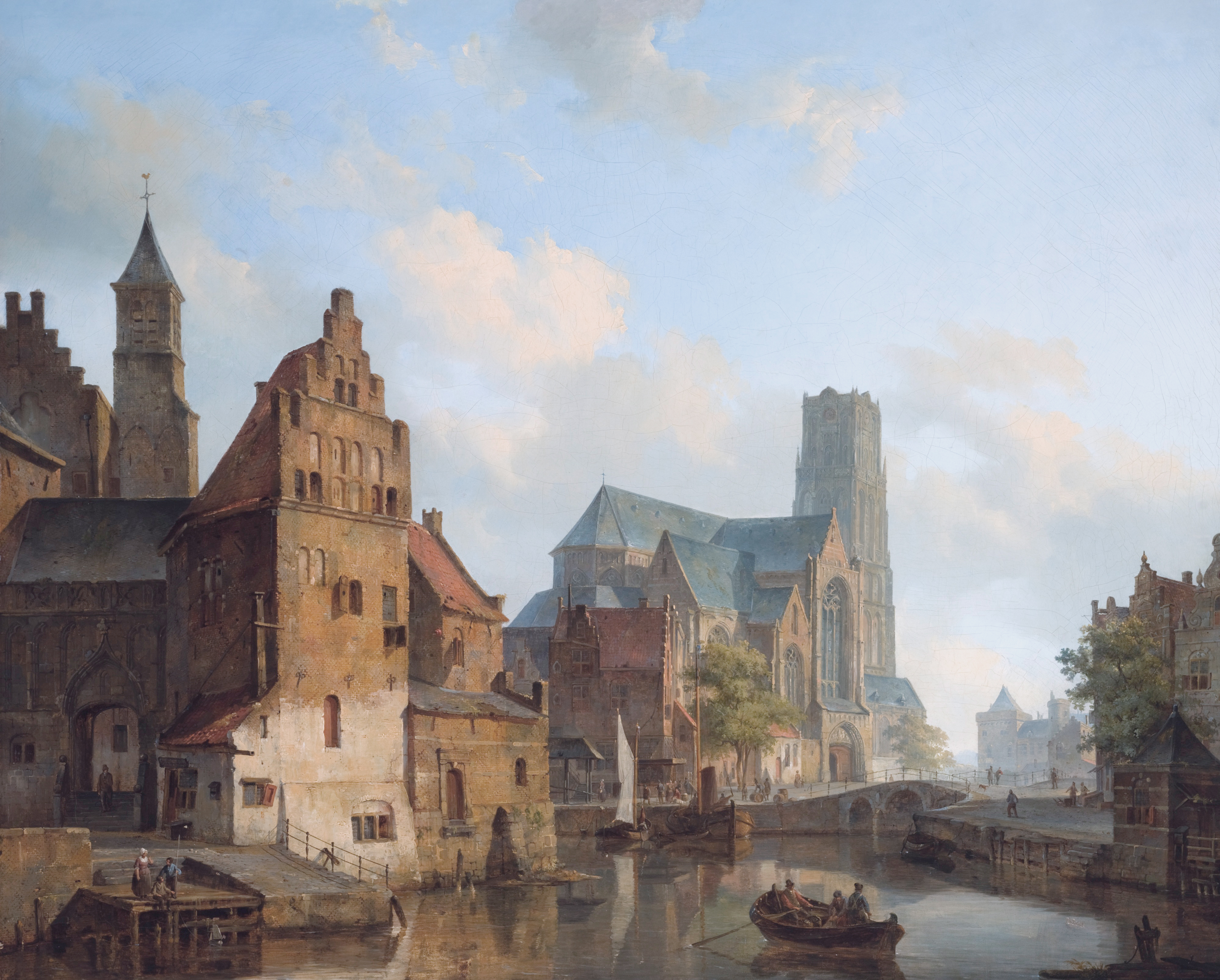
De Delftse Vaart en de Laurenskerk in Rotterdam (1840)
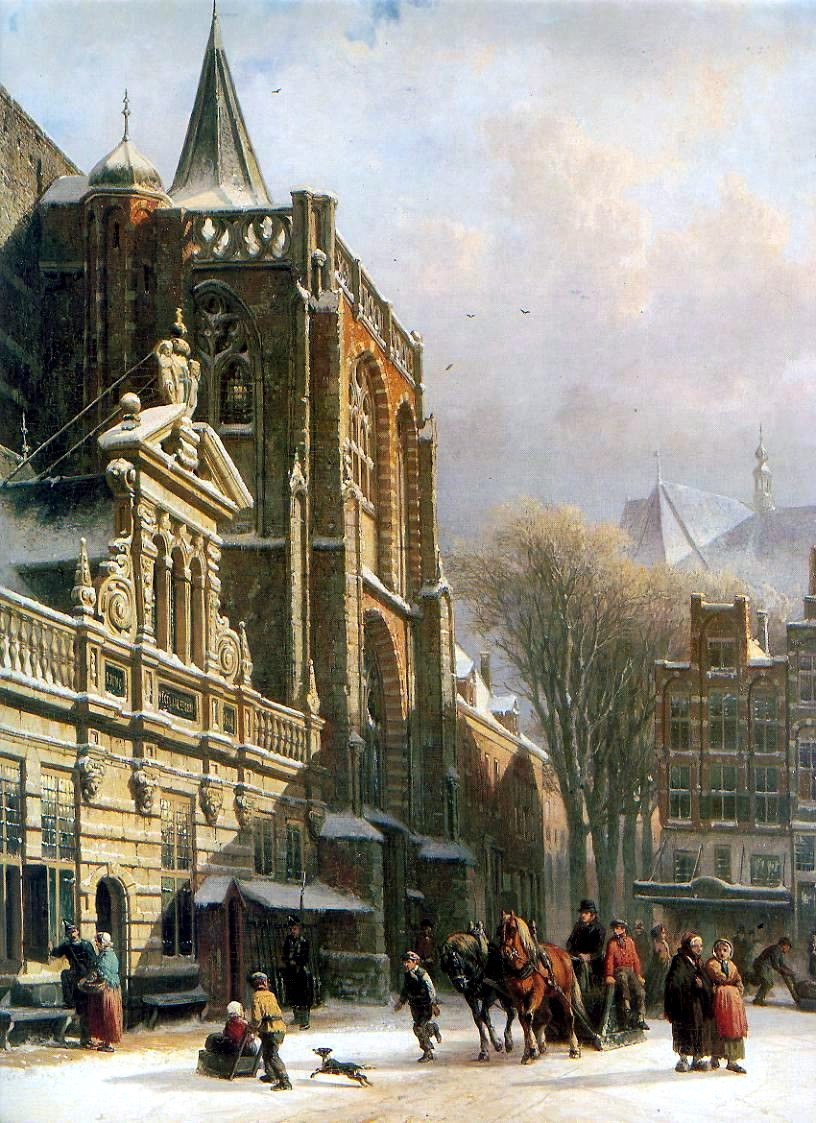
Grote of Sint-Michaëlskerk in Zwolle (1862), The Wilson, Cheltenham
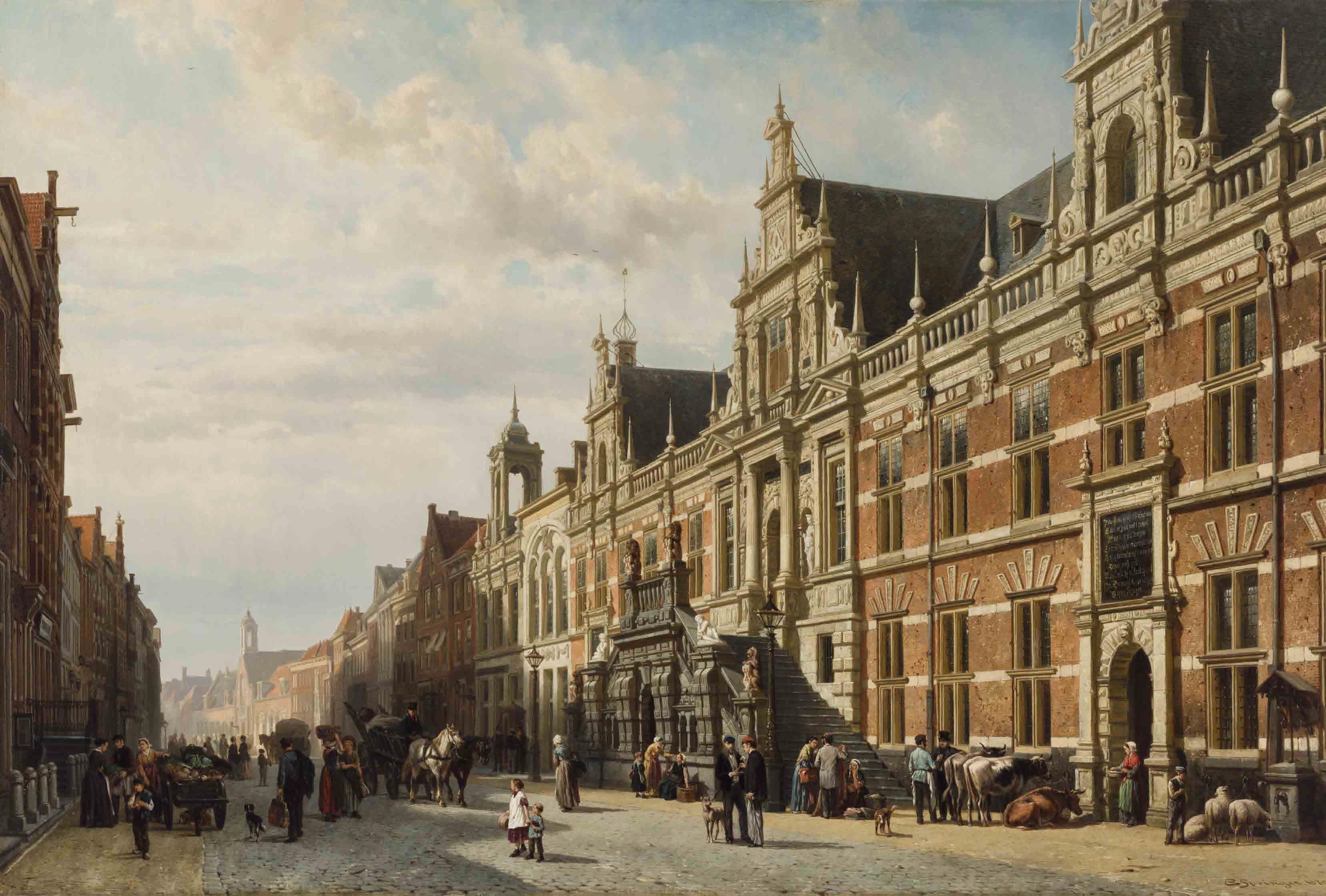
Het stadhuis te Leiden (1870)
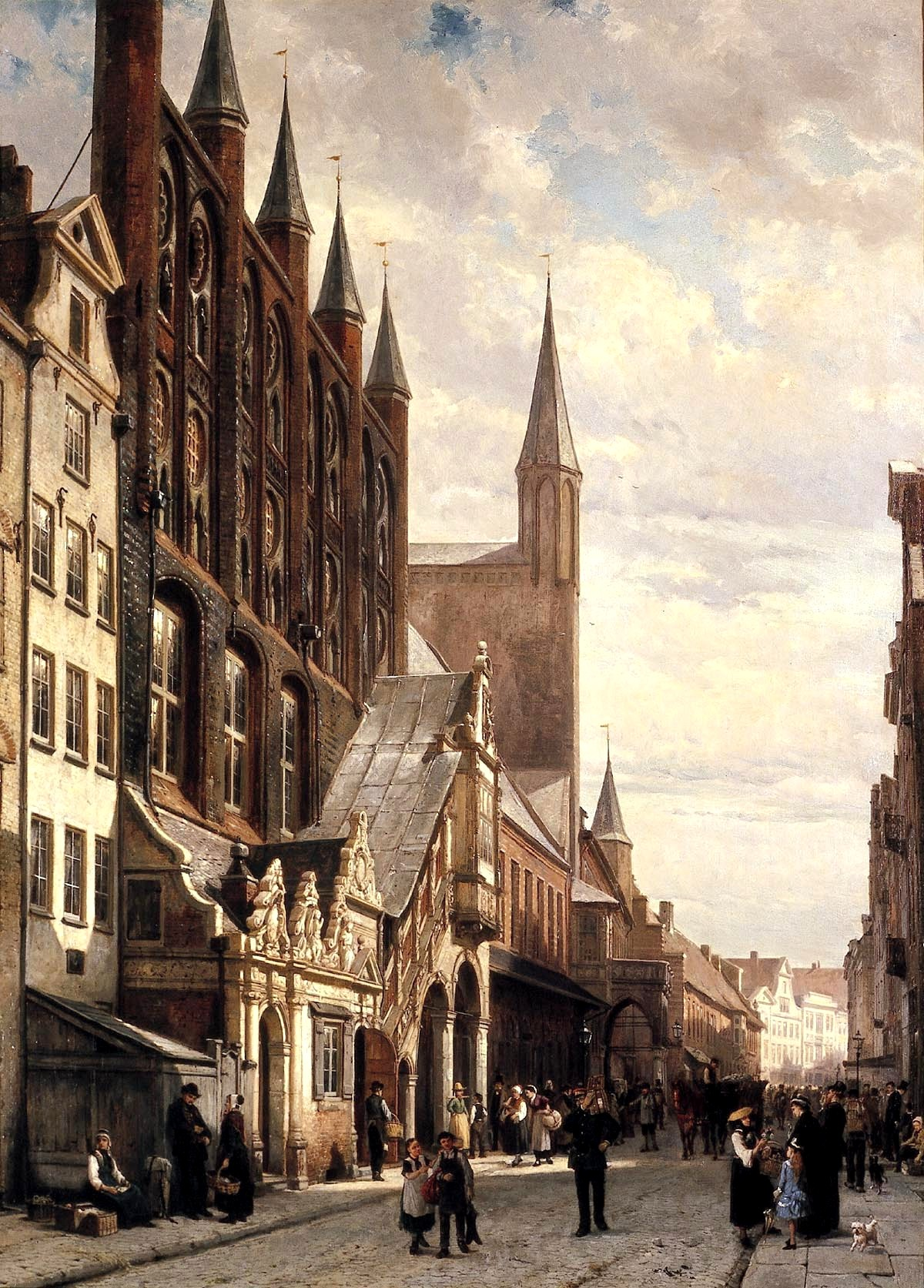
Lübeck, stadhuis (1885), rijkscollectie RCE
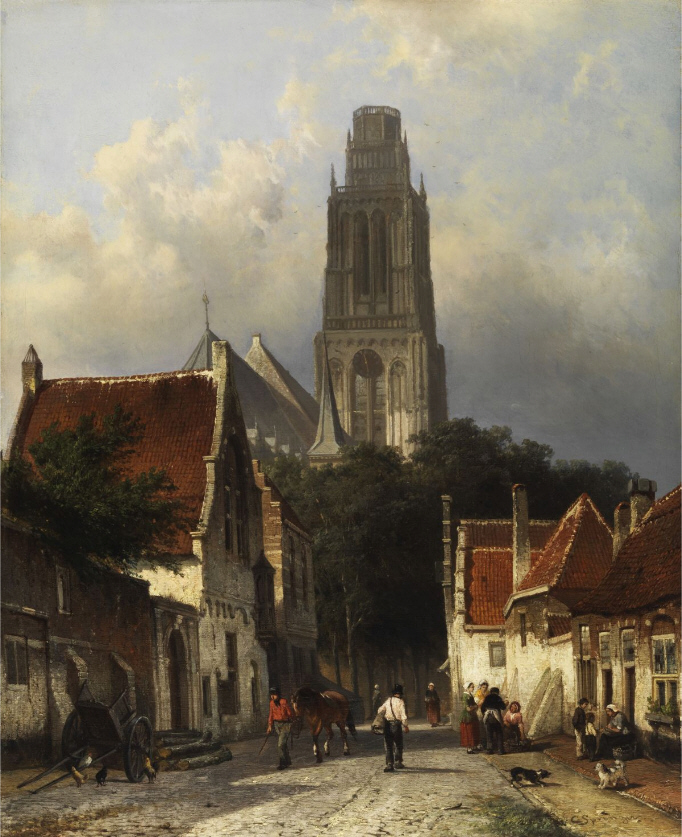
Sint-Maartenskerk, Zaltbommel